# TP-Link
TP-Link Technologies Co., Ltd. (Trung văn giản thể: 普联技术; Trung văn phồn thể: 普聯技術; phiên âm Hán-Việt: Phổ Liên kỹ thuật, kinh doanh với thương hiệu tp-link), là một nhà sản xuất thiết bị mạng Trung Quốc có trụ sở ở Thâm Quyến, Quảng Đông, Trung Quốc.

## Lịch sử
TP-Link Thành lập năm 1996 bởi hai anh em, Triệu Kiến Quân (赵建军 Zhào Jiànjūn) và Triệu Giai Hưng (赵佳兴 Zhào Jiāxīng), để sản xuất và tiếp thị một card mạng mà họ đã phát triển. Tên công ty được dựa trên khái niệm "liên kết xoắn" phát minh bởi Alexander Graham Bell, một loại cáp làm giảm nhiễu điện từ, do đó là "TP" trong tên công ty.
TP-Link đã bắt đầu mở rộng ra quốc tế vào năm 2005. Năm 2007 công ty chuyển đến trụ sở và cơ sở mới rộng 100.000 mét vuông tại Shenzhen's Hi-Tech Industry Park. TP-LINK USA thành lập năm 2008.
Tháng 9 năm 2016, TP-Link đã công bố logo và slogan mới, "Reliably Smart"; logo mới có nghĩa là mô tả công ty là một thương hiệu định hướng "phong cách sống" khi nó mở rộng thành các sản phẩm nhà thông minh.

## Phạm vi sản phẩm
Các sản phẩm TP-Link bao gồm Modem cáp tốc độ cao, bộ định tuyến không dây, điện thoại di động, ADSL, bộ mở rộng phạm vi, bộ định tuyến, bộ chuyển mạch, camera IP, bộ điều hợp nguồn, máy chủ in, bộ chuyển đổi phương tiện, bộ điều hợp không dây, bộ xạc pin và thiết bị công nghệ SMART. TP-Link cũng sản xuất bộ định tuyến OnHub cho Google. Năm 2016 công ty đã ra mắt thương hiệu Neffos mới cho điện thoại thông minh. TP-Link sản xuất các thiết bị nhà thông minh thuộc dòng sản phẩm Kasa của họ.

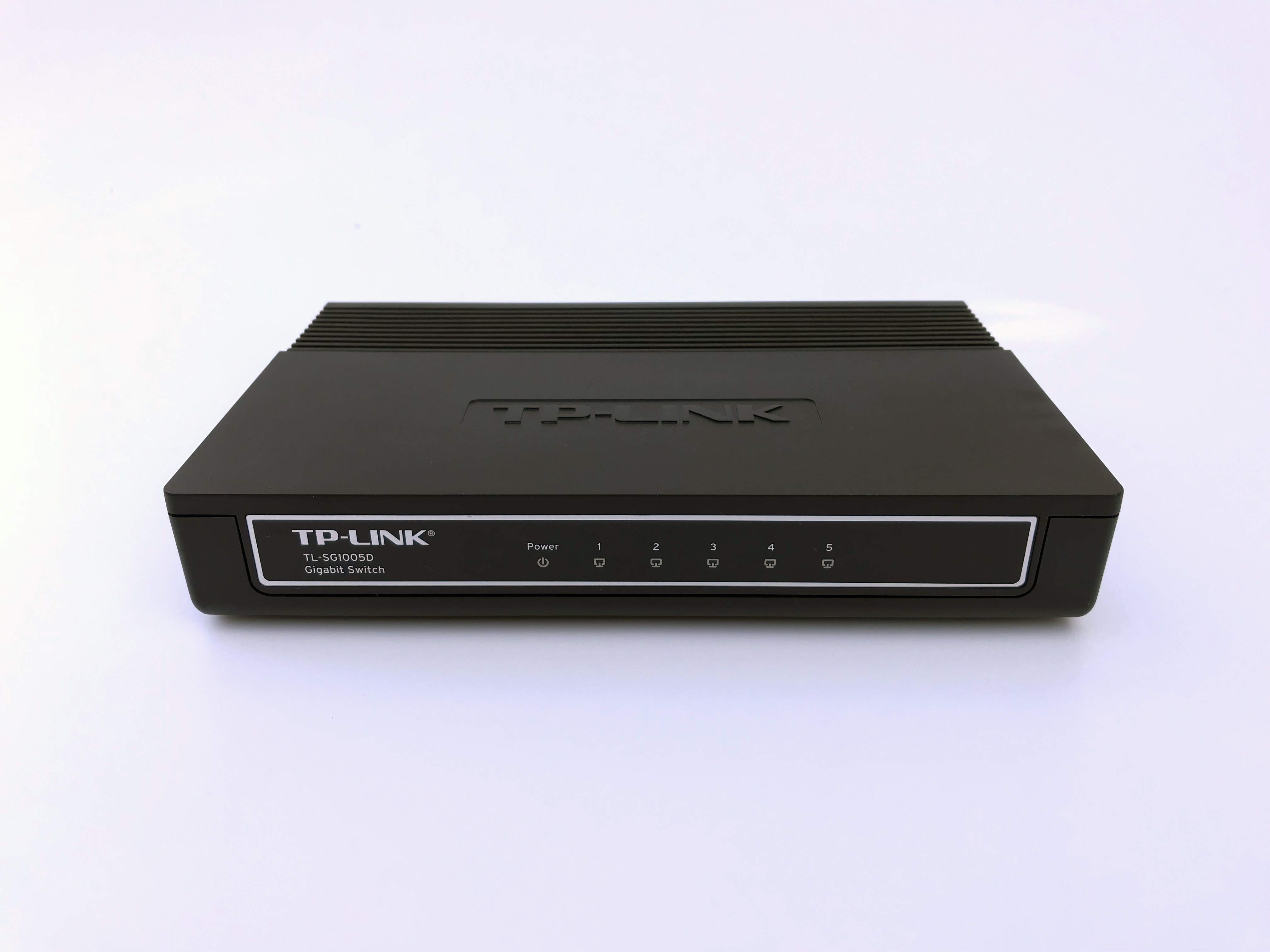
Bộ chuyển mạch Ethernet Gigabit 5 cổng TP-Link

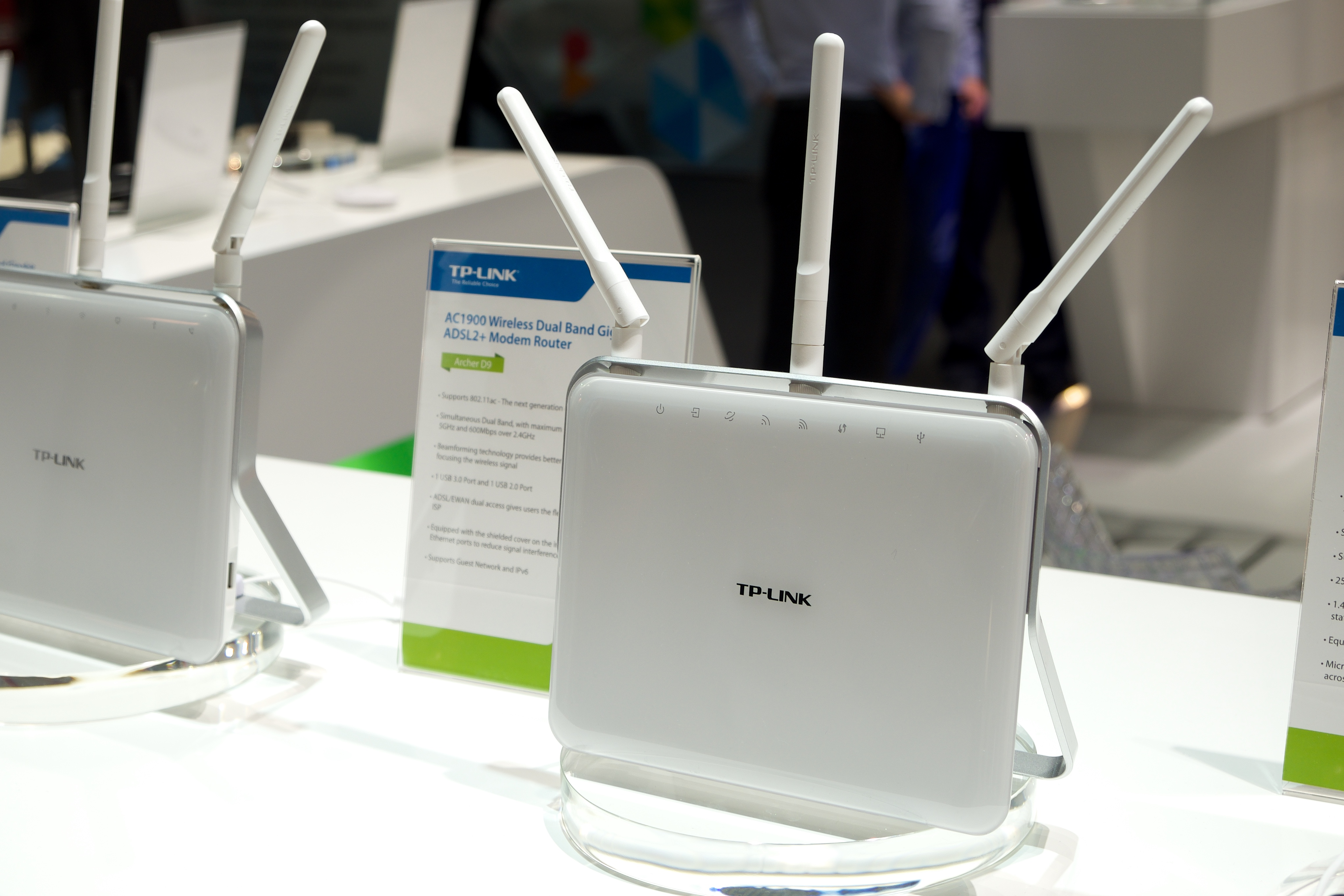
TP-LINK AC1900 Wireless Dual Band Gigabit ADSL2+ Modem Router

TP-Link bán thông qua nhiều kênh bán hàng trên toàn cầu, bao gồm nhà bán lẻ truyền thống, nhà bán lẻ trực tuyến, nhà phân phối bán buôn, đại lý thị trường trực tiếp ("DMRs"), đại lý giá trị gia tăng ("VAR") và nhà cung cấp dịch vụ băng rộng. Đối thủ cạnh tranh chính của nó bao gồm các công ty như Netgear, Buffalo, Belkin, Linksys, D-Link và Asus.

## Sản xuất
TP-Link là một trong số ít các công ty mạng không dây lớn sản xuất các sản phẩm nội bộ của mình thay vì gia công cho các nhà sản xuất thiết kế ban đầu(ODM). Công ty cho biết sự kiểm soát này đối với các thành phần và chuỗi cung ứng là một điểm khác biệt cạnh tranh quan trọng.

## Lỗ hổng
Computerworld đã báo cáo vào tháng 1 năm 2015 rằng ZyNOS, firmware được sử dụng bởi một số bộ định tuyến (ZTE, TP-Link, D-Link và các hãng khác), dễ bị tấn công DNS bởi kẻ tấn công từ xa không được xác thực, đặc biệt khi bật quản lý từ xa.